# Five Finger Death Punch
Five Finger Death Punch (abreviado como 5FDP o FFDP) es una banda estadounidense de groove metal de Los Ángeles, California. Formada en 2005, el nombre del grupo está derivado de cine de artes marciales orientales clásico. La banda originalmente estuvo formada por el cantante Ivan Moody, el guitarrista Zoltan Bathory, el guitarrista Caleb Bingham, el bajista Matt Snell y el percusionista Jeremy Spencer. Bingham fue reemplazado por Darrell Roberts en 2006, y este lo fue por Jason Hook en 2009. Matt Snell salió de la banda en 2010, siendo sustituido por Chris Kael en 2011.
Su primer álbum The Way of the Fist era lanzado en 2007. Después de su lanzamiento, la banda empezó a lograr éxitos rápidamente. El álbum siguiente de 2009 War Is the Answer aumentó más su popularidad, contribuyendo a los dos álbumes estando certificado «oro» por el RIAA, vendiendo más de 500 000 copias en los Estados Unidos. El tercer álbum de la banda, titulado American Capitalist fue lanzado el 11 de octubre de 2011. La banda había tocado festivales internacionales de música incluyendo Mayhem Festival en 2008 y 2010, y Download Festival en 2009 y 2010.
Desde el 13 de julio hasta el 28 de agosto de 2012, Five Finger Death Punch fue cabeza de cartel en el "Trespass America Festival" de Metal Hammer con soporte de Battlecross, God Forbid, Emmure, Pop Evil, Trivium y Killswitch Engage. En 2013 han sido teloneros de Avenged Sevenfold.

## Miembros
Presentes
- Zoltan Bathory – Guitarra rítmica (2005-presente), guitarra líder, bajo (2005)
- Chris Kael – Bajo, coros (2011-presente)
- Andy James – Guitarra líder, coros (2020-presente)
- Ivan Moody – Voz, Teclados (2006-presente)
- Charlie Engen - Batería (2018-presente)

Pasados
- Caleb Bingham – Guitarra líder (2005-2006)
- Darrell Roberts – Guitarra líder, Coros (2006–2009)
- Matt Snell – Bajo, Coros (2005–2010)
- Jeremy Spencer – Batería (2005-2018), Voz, Teclados (2005-2006)
- Jason Hook – Guitarra líder, Coros (2009-2020)

## Discografía

### Álbumes

#### Álbumes de estudio
| Título                                                               | Detalles del álbum                                                                                         | Mejor posición en listas | Mejor posición en listas | Mejor posición en listas | Mejor posición en listas | Mejor posición en listas | Mejor posición en listas | Mejor posición en listas | Mejor posición en listas | Mejor posición en listas | Mejor posición en listas | Ventas             | Certificaciones       |
| Título                                                               | Detalles del álbum                                                                                         | EE. UU.                  | US Hard Rock             | US Rock                  | AUS                      | AUT                      | CAN                      | FIN                      | GER                      | NZ                       | UK                       | Ventas             | Certificaciones       |
| -------------------------------------------------------------------- | --- | ------------------------ | ------------------------ | ------------------------ | ------------------------ | ------------------------ | ------------------------ | ------------------------ | ------------------------ | ------------------------ | ------------------------ | ------------------ | --------------------- |
| The Way of the Fist                                                  | - Publicación: 31 de julio de 2007 (EE. UU.) - Sello: The Firm, Spinefarm - Formatos: CD, DD               | 107                      | 16                       | —                        | —                        | —                        | —                        | 28                       | —                        | —                        | —                        | - EE. UU.: 608 000 | - RIAA: Oro           |
| War Is the Answer                                                    | - Publicación: 22 de septiembre de 2009 (EE. UU.) - Sello: Prospect Park, Spinefarm - Formatos: CD, LP, DD | 7                        | 3                        | 4                        | —                        | —                        | 46                       | 14                       | —                        | —                        | 64                       | - EE. UU.: 773 000 | - RIAA: Oro - MC: Oro |
| American Capitalist                                                  | - Publicación: 11 de octubre de 2011 (EE. UU.) - Sello: Prospect Park - Formatos: CD, LP, DD               | 3                        | 2                        | 2                        | 50                       | —                        | 6                        | 14                       | 74                       | —                        | 57                       | - EE. UU.: 551 000 | - RIAA: Oro - MC: Oro |
| The Wrong Side of Heaven and the Righteous Side of Hell, Volume 1    | - Publicación: 30 de julio de 2013 (EE. UU.) - Sello: Prospect Park - Formatos: CD, LP, DD                 | 2                        | 1                        | 1                        | 13                       | 5                        | 3                        | 7                        | 4                        | 14                       | 21                       | - US: 420 000      |                       |
| The Wrong Side of Heaven and the Righteous Side of Hell, Volume 2    | - Publicación: 19 de noviembre de 2013 (EE. UU.) - Sello: Prospect Park - Formatos: CD, LP, DD             | 2                        | 1                        | 1                        | 29                       | 17                       | 6                        | —                        | 13                       | 24                       | 44                       | - US: 276 000      |                       |
| Got Your Six                                                         | - Publicación: 4 de septiembre de 2015 - Sello: Prospect Park - Formatos: CD, LP, DD                       | 2                        | 1                        | 1                        | 3                        | 5                        | 3                        | 3                        | 5                        | 5                        | 6                        |                    |                       |
|                                                                      | |                          |                          |                          |                          |                          |                          |                          |                          |                          |                          |                    |                       |
| And Justice For None                                                 | - Publicación: 18 de mayo de 2018 - Sello: Prospect Park, Eleven Seven - Formatos: TBA                     | -                        | -                        | -                        | -                        | -                        | -                        | -                        | -                        | -                        | -                        |                    |                       |
| F8                                                                   | - Publicación: 28 de febrero de 2020 - Sello: Better Noise Records - Formatos: CD, LP, DD                  | -                        | -                        | -                        | -                        | -                        | -                        | -                        | -                        | -                        | -                        |                    |                       |
| AfterLife                                                            | - Publicación: 19 de agosto de 2022 - Sello: Better Noise Records - Formatos: CD, LP, DD                   | -                        | -                        | -                        | -                        | -                        | -                        | -                        | -                        | -                        | -                        |                    |                       |
| «—» indica que no entró en las listas o no fue lanzado en ese lugar. | |                          |                          |                          |                          |                          |                          |                          |                          |                          |                          |                    |                       |

#### Álbumes recopilatorios
| Title                   | Detalles del álbum                                                          | Mejor posición en listas | Mejor posición en listas | Mejor posición en listas | Mejor posición en listas | Mejor posición en listas | Mejor posición en listas | Mejor posición en listas | Mejor posición en listas |
| Title                   | Detalles del álbum                                                          | US                       | AUS                      | AUT                      | CAN                      | GER                      | NZ Heat.                 | SWE                      | UK                       |
| ----------------------- | --------------------------------------------------------------------------- | ------------------------ | ------------------------ | ------------------------ | ------------------------ | ------------------------ | ------------------------ | ------------------------ | ------------------------ |
| A Decade of Destruction | - Publicación: 1 de diciembre de 2017 - Sello: Prospect Park - Formatos: CD | 29                       | 30                       | 52                       | 30                       | 36                       | 7                        | 45                       | 97                       |

#### EP
| Título             | Detalles del EP                                                       |
| ------------------ | --------------------------------------------------------------------- |
| Pre-Emptive Strike | - Publicación: 10 de julio de 2007 - Sello: Firm Music - Formatos: DD |

### Sencillos
| Título                                                                        | Año  | Mejor posición en listas | Mejor posición en listas | Mejor posición en listas | Mejor posición en listas | Mejor posición en listas | Mejor posición en listas | Mejor posición en listas | Mejor posición en listas | Certificaciones | Álbum                                                             |
| Título                                                                        | Año  | US                       | US Alt.                  | Hard Rock                | US Main. Rock            | US Rock                  | CAN                      | CAN Rock                 | UK Rock                  | Certificaciones | Álbum                                                             |
| ----------------------------------------------------------------------------- | ---- | ------------------------ | ------------------------ | ------------------------ | ------------------------ | ------------------------ | ------------------------ | ------------------------ | ------------------------ | --------------- | ----------------------------------------------------------------- |
| «The Bleeding»                                                                | 2007 | —                        | —                        | —                        | 9                        | —                        | —                        | —                        | —                        |                 | The Way of the Fist                                               |
| «Never Enough»                                                                | 2008 | —                        | —                        | —                        | 9                        | —                        | —                        | —                        | —                        |                 | The Way of the Fist                                               |
| «Stranger than Fiction»                                                       | 2008 | —                        | —                        | —                        | 16                       | —                        | —                        | —                        | —                        |                 | The Way of the Fist                                               |
| «Hard to See»                                                                 | 2009 | —                        | 40                       | —                        | 8                        | 26                       | —                        | —                        | —                        |                 | War Is the Answer                                                 |
| «Walk Away»                                                                   | 2009 | —                        | 31                       | —                        | 7                        | 21                       | —                        | —                        | —                        |                 | War Is the Answer                                                 |
| «Dying Breed»                                                                 | 2009 | —                        | —                        | —                        | —                        | —                        | —                        | —                        | —                        |                 | War Is the Answer                                                 |
| «No One Gets Left Behind»                                                     | 2010 | —                        | —                        | —                        | —                        | —                        | —                        | —                        | —                        |                 | War Is the Answer                                                 |
| «Bad Company»                                                                 | 2010 | 106                      | 26                       | 5                        | 2                        | 7                        | —                        | —                        | —                        | - RIAA: Platino | War Is the Answer                                                 |
| «Far from Home»                                                               | 2010 | 119                      | 29                       | —                        | 4                        | 14                       | —                        | —                        | 39                       |                 | War Is the Answer                                                 |
| «Falling in Hate»                                                             | 2011 | —                        | —                        | —                        | —                        | —                        | —                        | —                        | —                        |                 | War Is the Answer                                                 |
| «Under and Over It»                                                           | 2011 | 77                       | 31                       | 1                        | 6                        | 20                       | —                        | —                        | —                        |                 | American Capitalist                                               |
| «Back for More»                                                               | 2011 | —                        | —                        | 3                        | —                        | 20                       | —                        | —                        | —                        |                 | American Capitalist                                               |
| «Remember Everything»                                                         | 2011 | 123                      | 25                       | 2                        | 2                        | 9                        | —                        | —                        | —                        |                 | American Capitalist                                               |
| «The Tragic Truth»                                                            | 2012 | —                        | —                        | —                        | —                        | —                        | —                        | —                        | —                        |                 | American Capitalist                                               |
| «Coming Down»                                                                 | 2012 | —                        | —                        | 6                        | 1                        | 14                       | —                        | —                        | —                        |                 | American Capitalist                                               |
| «The Pride»                                                                   | 2012 | —                        | —                        | 21                       | 12                       | 31                       | —                        | —                        | —                        |                 | American Capitalist                                               |
| «Lift Me Up» (con Rob Halford)                                                | 2013 | —                        | —                        | 1                        | 1                        | 19                       | 100                      | —                        | 20                       |                 | The Wrong Side of Heaven and the Righteous Side of Hell, Volume 1 |
| «Battle Born»                                                                 | 2013 | —                        | —                        | 1                        | 1                        | 27                       | —                        | 10                       | 39                       |                 | The Wrong Side of Heaven and the Righteous Side of Hell, Volume 2 |
| «House of the Rising Sun»                                                     | 2014 | —                        | —                        | 1                        | 7                        | 26                       | —                        | —                        | —                        |                 | The Wrong Side of Heaven and the Righteous Side of Hell, Volume 2 |
| «Wrong Side of Heaven»                                                        | 2014 | 112                      | —                        | 1                        | 2                        | 11                       | —                        | —                        | —                        |                 | The Wrong Side of Heaven and the Righteous Side of Hell, Volume 1 |
| «Jekyll and Hyde»                                                             | 2015 | —                        | —                        | —                        | 14                       | —                        | —                        | —                        | —                        |                 | Got Your Six                                                      |
| «Wash It All Away»                                                            | 2015 | —                        | —                        | 7                        | 1                        | 19                       | —                        | —                        | —                        |                 | Got Your Six                                                      |
| «My Nemesis»                                                                  | 2016 | —                        | —                        | —                        | 2                        | 34                       | —                        | —                        | —                        |                 | Got Your Six                                                      |
| «I Apologize»                                                                 | 2016 | —                        | —                        | 4                        | 4                        | 20                       | —                        | 43                       | —                        |                 | Got Your Six                                                      |
| «Trouble»                                                                     | 2017 | —                        | —                        | 1                        | 5                        | 10                       | —                        | —                        | —                        |                 | A Decade of Destruction                                           |
| «Gone Away»                                                                   | 2017 | —                        | —                        | 1                        | 2                        | 9                        | —                        | —                        | —                        |                 | A Decade of Destruction                                           |
| «￼Fake￼»                                                                      | 2018 | —                        | —                        | 3                        | —                        | 29                       | —                        | —                        | —                        |                 | And Justice For None                                              |
| «Sham Pain»                                                                   | 2018 | —                        | —                        | 2                        | 1                        | 14                       | —                        | 38                       | —                        |                 | And Justice For None                                              |
| «When the Seasons Change»                                                     | 2018 | —                        | —                        | 1                        | 1                        | 17                       | —                        | 36                       | —                        |                 | And Justice For None                                              |
| «Blue On Black» (solo con Kenny Wayne Shepherd, Brantley Gilbert y Brian May) | 2018 | 66                       | —                        | 1                        | 1                        | 2                        | —                        | 6                        | —                        |                 | And Justice For None                                              |
| «Inside Out»                                                                  | 2019 | —                        | —                        | 1                        | 1                        | 10                       | —                        | —                        | —                        |                 | F8                                                                |
| «Full Circle»                                                                 | 2020 | —                        | —                        | —                        | —                        | 19                       | —                        | —                        |                          |                 | F8                                                                |
| «Living The Dream»                                                            | 2020 | —                        | —                        | —                        | —                        | —                        | —                        | —                        |                          |                 | F8                                                                |
| «—» indica que no entró en las listas o no fue lanzado en ese lugar.          |      |                          |                          |                          |                          |                          |                          |                          |                          |                 |                                                                   |

### Vídeos musicales
| Canción                                                                    | Año  | Director(es)               |
| -------------------------------------------------------------------------- | ---- | -------------------------- |
| «The Bleeding»                                                             | 2007 | Bradley Scott              |
| «Never Enough»                                                             | 2008 | Ágata Alexander            |
| «The Way of the Fist»                                                      | 2008 | Sxv'Leithan Essex          |
| «Hard to See»                                                              | 2009 | Matt Silverman             |
| «Bad Company»                                                              | 2010 | Zoltan Bathory             |
| «Under and Over It»                                                        | 2011 | Ethan Emaniquis            |
| «Remember Everything»                                                      | 2012 | Emile Levisetti            |
| «Coming Down»                                                              | 2012 | Nick Peterson              |
| «The Pride»                                                                | 2012 | Ethan Emaniquis            |
| «Battle Born»                                                              | 2013 | Emile Levisetti            |
| «House of the Rising Sun»                                                  | 2014 | Brian Neal, Zoltan Bathory |
| «Wrong Side of Heaven»                                                     | 2014 | Nick Peterson              |
| «My Nemesis»                                                               | 2016 | Nick Peterson              |
| «I Apologize»                                                              | 2016 | Nathan Cox                 |
| «Gone Away»                                                                | 2017 | Nick Peterson              |
| «Sham Pain»                                                                | 2018 | Rob Anderson               |
| «When The Seasons Change»                                                  | 2018 | Nick Peterson              |
| «Blue on Black»                                                            | 2018 | Dale Resteghini            |
| «Blue On Black (feat. Kenny Wayne Shepherd, Brantley Gilbert & Brian May)» | 2019 | Zoltan Bathory             |
| «Inside Out»                                                               | 2019 | Desconocido                |

### Otras apariciones
| Título         | Año  | Aparición                                                  |
| -------------- | ---- | ---------------------------------------------------------- |
| «Walk Away»    | 2010 | Canción de tema para TNA Lockdown 2010                     |
| «Burn It Down» | 2010 | Descargable como contenido tocable en el Rock Band Network |
| «Hard to See»  | 2010 | Descargable como contenido tocable en el Rock Band Network |
| «Hard to See»  | 2010 | Contenido tocable en Guitar Hero: Warriors of Rock         |
| «Dying Breed»  | 2010 | Usado en banda sonora de Splatterhouse                     |
| «Succubus»     | 2011 | Usado en banda sonora de Season of the Witch               |